# 帕维尔·安德烈耶维奇·帕夫洛夫

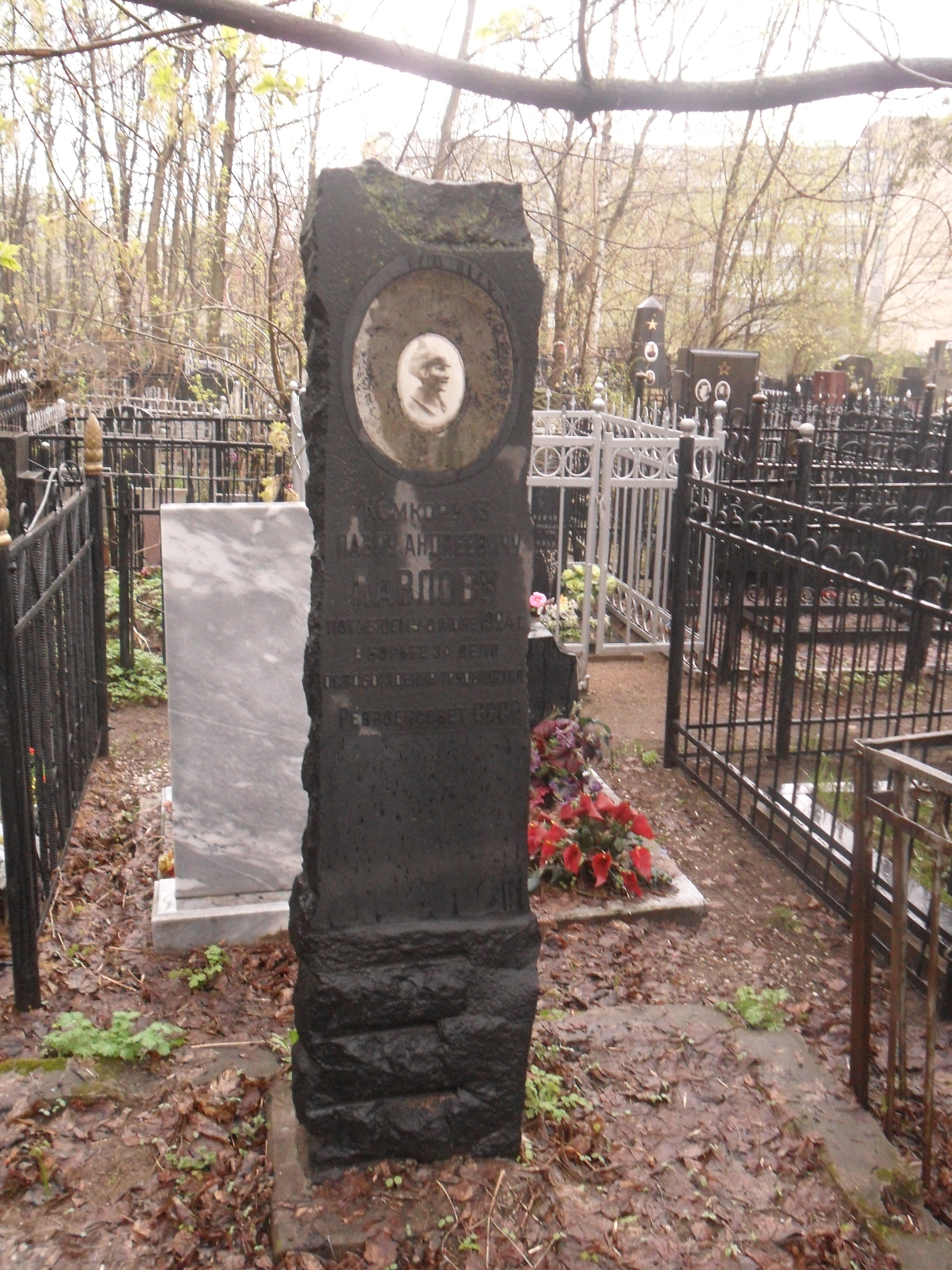
帕维尔·安德烈耶维奇·帕夫洛夫墓地

帕维尔·安德烈耶维奇·帕夫洛夫，在华化名高和罗夫（俄语： （1892年3月2日—1924年7月18日）），苏联红军高级军官，黄埔军校第一任苏联总顾问。

## 生平
生于第比利斯一个军官家庭。父亲是沙俄陆军中将安德烈·巴夫洛维奇·帕夫洛夫。母亲安娜斯塔西亚·阿历山德罗芙娜·霍罗英谢娃。
在第比利斯武备中学毕业后，1909年至1914年在圣彼得堡工学院读书。1910年至1911年、1914年两次因参加革命活动被逮捕，被学校开除后，1914年被征入伍。作为大学生与将军之子，被推进入读圣彼得堡帕维尔军事学校，但根据内务部警察部建议他被拒绝入学。1915年毕业于奥伦堡准尉学校。在沃伦斯基近卫团任上尉。1915年战斗中胸部负伤。1916年6月腿部弹片伤。1916年10月由于一枚枪榴弹爆炸导致头部严重受伤及脑震荡。 
1917年，被所在团选为方面军的委员。1918年指挥一支游击队与德军与盖特曼作战。1919年1月加入俄国共产党（布尔什维克）。1919年3月领导了法斯蒂夫附近一支队伍，对白采尔科维叛乱的镇压。1919年8月，指挥第12集团军右岸集群。1919年9月至11月指挥南方面军突击群步兵旅。1919年12月至1921年，任旅长与弗兰格尔、马赫诺、安东诺夫叛乱分子作战。1922年，在中亚与巴斯马奇分子作战。1922年3月10日，任布哈林军队集群副司令、司令。1922年10月回到莫斯科担任红军步兵高级指挥员战术学校负责人。1923年3月，任步兵第13军军长在东布哈拉与巴斯马奇分子作战。 
1924年4月被派遣去中国广州担任黄埔军校总顾问（化名高和罗夫）。1924年5月抵达，担任孙中山首席军事顾问、黄埔军校军事总顾问兼军事顾问团团长。7月8日给苏联政府发电报，要求立即援助孙中山政府急需的武器装备。同时，帕夫洛夫还建议孙中山成立国防委员会，将广州地区分散的地方军阀部队改编为革命军队，以便集中指挥。7月11日，国民党中央政治委员会决定接纳帕夫洛夫的建议，成立军事委员会，并聘请帕夫洛夫为该委员会的军事顾问。 1924年7月18日，帕夫洛夫偕同其他苏联军事顾问及航空局飞机师数人乘坐广九列车赴增城考察前线情况。当晚，在东江石龙河面电船上勘察时，帕夫洛夫失足落水溺亡。8月4日黄埔军校举行追悼大会，孙中山与宋庆龄由大本营乘江固舰又亲往参加，称他为“俄国为中国自由而捐躯的第一位先烈”，并手书“急邻之难”条幅以志哀悼。 1924年12月20日在莫斯科下葬于瓦甘科沃公墓。继任者为布柳赫尔（即“加倫將軍”）。